# Amy-Jill Levine
Amy-Jill Levine (1956) è una scrittrice e storica statunitense, professore di Studi Neotestamentari presso l'Università Vanderbilt, Dipartimento di Studi Religiosi, e il Dipartimento Superiore di Religione.

## Biografia
Amy-Jill Levine si è laureata presso lo Smith College, specializzandosi in Religione e Letteratura Inglese. Ha conseguito il suo dottorato di ricerca presso l'Università Duke.
Ha tenuto posizioni alla Society of Biblical Literature, alla Catholic Biblical Association, e alla Association for Jewish Studies.
Una delle sue pubblicazioni più importanti è stata The Misunderstood Jew: The Church and the Scandal of the Jewish Jesus (HarperSanFrancisco, 2006). Altri suoi libri includono la raccolta The Historical Jesus in Context (Princeton University Press, 2006) e l'opera Feminist Companions to the New Testament and Early Christian Writings (Continuum).
Levine si autodescrive "femminista ebrea yankee che insegna in una scuola teologica predominantemente protestante al centro della Fascia Biblica americana". L'autrice "combina il rigore storico-critico, la sensibilità critico-letteraria, e un ricorrente senso dell'umorismo con l'impegno di eliminare teologie antisemite, sessiste e omofobiche." È membro di una sinagoga ebraica ortodossa.
La Levine ha prodotto una serie di lezioni sull'Antico Testamento e sulle "Grandi Figure del Nuovo Testamento" per la The Teaching Company.

## Pubblicazioni
Lista parziale
- Amy-Jill Levine, cur., A Feminist Companion to Mark. Include Amy-Jill Levine, "Introduction," pp. 13-23. Continuum, 2001.
- ______, cur., A Feminist Companion to Luke. Include Amy-Jill Levine, "Introduction," pp. 1-22. Continuum, 2002.
- _____, cur., A Feminist Companion to John, v. 2. Include Amy-Jill Levine, "Introduction," pp. 1-13. Continuum, 2003.
- _____ , The Misunderstood Jew: The Church and the Scandal of the Jewish Jesus, Harper-Collins, 2006. Descrizione e collegamenti. (EN)  Recensioni su Interpretation & NYT. (EN)
- _____ , Dale C. Allison & John Dominic Crossan, (curatori), The Historical Jesus in Context, Princeton, 2006.  Include Amy-Jill Levine, "Introduction," pp. 1–39. Anteprima (incl. Bibliografia) e (EN) Amy-Jill Levine, The Historical Jesus in Context, su press.princeton.edu. URL consultato il 4 marzo 2022 (archiviato dall'url originale il 3 febbraio 2017).
- Amy-Jill Levine & Marc Zvi Brettler (curatori), The Jewish Annotated New Testament, Oxford University Press, 2011. ISBN 0195297709 ISBN 978-0-19-529770-6[5]
- Amy-Jill Levine, Short Stories by Jesus: The Enigmatic Parables of a Controversial Rabbi, HarperOne, 2014.

Pubblicazioni in italiano
- Amy-Jill Levine, Ai piedi della croce. I testimoni del Venerdì santo, Queriniana, 2023.
- Amy-Jill Levine & Marc Zvi Brettler (curatori), Il Nuovo Testamento letto dagli Ebrei, Queriniana, 2023.
- Amy-Jill Levine, Segni e prodigi. Una guida ai miracoli di Gesù, Queriniana, 2024.